# Château de la Ferté (Amilly)
Pour les articles homonymes, voir château de la Ferté.
 (janvier 2016).
Si vous disposez d'ouvrages ou d'articles de référence ou si vous connaissez des sites web de qualité traitant du thème abordé ici, merci de compléter l'article en donnant les références utiles à sa vérifiabilité et en les liant à la section « Notes et références ».
Le château de La Ferté est un château situé à la fois sur le territoire de la commune d’Amilly et de Conflans-sur-Loing dans le département du Loiret en région Centre-Val de Loire (France).
Il doit sa notoriété à la période précédant l'indépendance de la Tunisie au cours de laquelle y a été placé Habib Bourguiba, avocat et militant indépendantiste tunisien, en résidence surveillée.

## Géographie
Le château de la Ferté est situé à proximité de la route départementale 93, à la fois sur le territoire des communes d'Amilly (Sud) et Conflans-sur-Loing (Nord), à 100 mètres d'altitude, le long du canal de Briare, dans le département du Loiret et la région naturelle du Gâtinais.

## Histoire

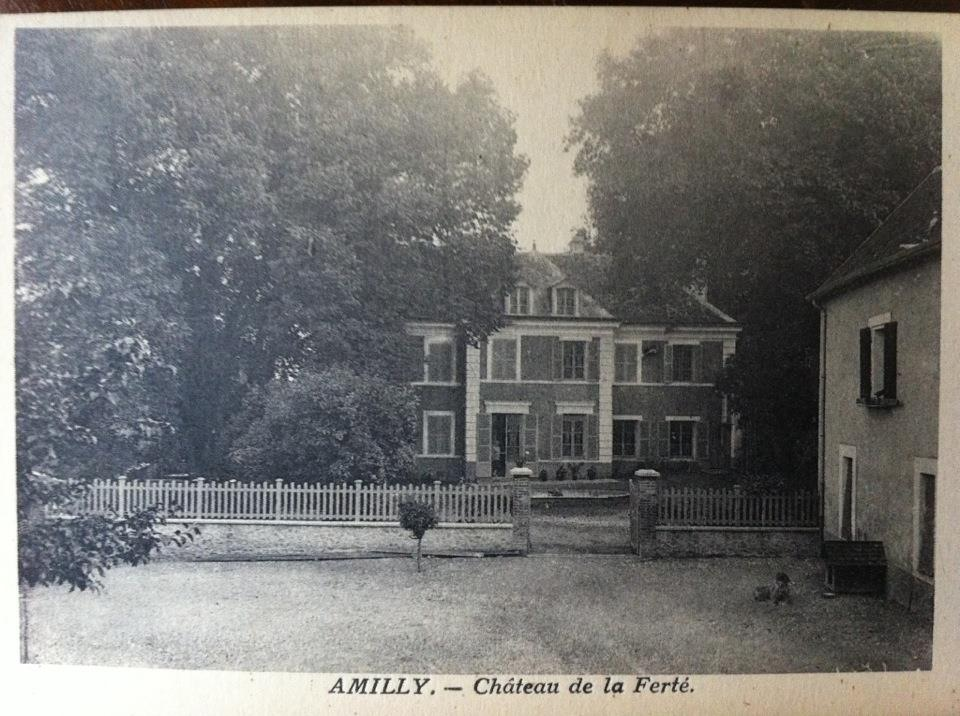
Le château sur une carte postale ancienne

Le château de la Ferté est cité dès 1080. S’y trouvait au Moyen Âge une maison forte (une ferté), un port de rivière sur le Loing (dit Port de Conflans ou encore le verger d'anglier), avec un chantier de construction de bateaux (dit la lancière).
En 1954, le gouvernement du Président du Conseil Pierre Mendès France utilisa cette propriété pour y héberger Habib Bourguibaen résidence surveillée. Il y séjourna de juillet à octobre 1954, et c’est à La Ferté que fut négociée avec lui l’autonomie de la Tunisie.

## Description
La maison actuelle est un pavillon de chasse du XVIIIe siècle, agrandi en 1804. C’est une maison de style classique, comportant deux rangées de six fenêtres de façades, une avancée en forme de pavillon côté cour et un escalier en fer à cheval côté parc. Les dépendances sont en colombages.
Deux  cours successives précèdent la maison, auxquelles on accède par une allée bordée de platanes. À l’arrière, le parc présente la particularité d’être réparti sur plusieurs niveaux, dominant le canal de Briare et la vallée du Loing.
Un tilleul âgé d'environ 400 ans, d'une circonférence de sept mètres, possède le label « Arbre remarquable de France ».